# Geissois balansae
Geissois balansae är en tvåhjärtbladig växtart som beskrevs av Brongn. & Gris och André Guillaumin. Geissois balansae ingår i släktet Geissois och familjen Cunoniaceae. Inga underarter finns listade i Catalogue of Life.